# Message in a Bottle (песня Тейлор Свифт)
«Message in a Bottle» (с англ. — «Послание в бутылке») — песня американской певицы Тейлор Свифт, вошедшая в качестве 25-го трека в её второй перезаписанный студийный альбом Red (Taylor’s Version) (2021) на лейбле Republic Records. Песню написали Свифт, Макс Мартин и Shellback, последний также был продюсером вместе с Эльвира Андерфьерд. В качестве сингла она вышла на американских поп и adult pop радиостанциях в ноябре 2021 года.
23 июля 2023 года на концерте в Сиэтле в рамках the Eras Tour (2023–2024) Свифт исполнила трек в качестве «песни-сюрприза».

## История
5 августа 2021 года Тейлор Свифт опубликовала в социальных сетях 30-секундный тизер с перепутанными буквами, которые при расшифровке раскрывали названия песен и авторов девяти ранее не издававшихся песен, которые войдут в альбом Red (Taylor's Version) (2021), перезаписанную версию её альбома Red 2012 года. Одной из девяти композиций была «Message in a Bottle», вскоре после этого объявленная двадцать пятой песней из альбома. Она была представлена на радио США в качестве сингла в ноябре 2021 года после выхода альбома; точная дата появления на радио неизвестна. Ремикс Fat Max G был выпущен на цифровых и потоковых сервисах 21 января 2022 года.
«Message in a Bottle» единственная из девяти песен «From the Vault» в альбоме Red (Taylor’s Version) , которая была написана в соавторстве Мартином и Shellback, которые работали со Свифт над такими синглами как «We Are Never Ever Getting Back Together», «I Knew You Were Trouble» и «22». Это была первая песня, которую Свифт написала с ними. Shellback и Эльвира Андерфьерд совместно спродюсировали песню, причём Shellback играет на гитаре, а Андерфьерд — на басу и барабанах. Оба также внесли в песню свой вклад в виде игры на клавишных. «Message in a Bottle» написана в тональности соль мажор с темпом 120 ударов в минуту. Это электропоп и танцевальная песня с синтезаторами и пульсирующим басом с голосом Свифт в диапазоне от G3 до D5.

## Отзывы
Песня «Message in a Bottle» была в целом положительно воспринята критиками. Ханна Майлри из журнал NME назвала песню «шипучим самородком чистой поп-музыки», заявив, что она «напоминает альбом Карли Рэй Джепсен Emotion, написанный под влиянием музыки 80-х годов». Пол Бриджуотер из The Line of Best Fit назвал трек «А-класс Свифт», заявив, что он «легко вписался бы в продолжение Red в 1989». Clash также отметил «электронный саундскейп и пульсирующий ритм» как схожие с 1989, написав, что «Message in a Bottle» — это «предложение в стиле Карли Рэй Джепсен» от Свифт.
На iHeartRadio Ариэль Кинг высказал мнение, что «хотя трек сохраняет тему Red, где Свифт переживала сильную душевную боль, бодрящие инструментальные композиции сингла могут стать песней, которая соединиn её с 1989». Оценив песню «Message in a Bottle» третьей среди девяти ранее не издававшихся Red (Taylor’s Version) автор Billboard Джейсон Липшутц назвал её «компактным, пропульсивным танцевальным треком, который несёт в себе ту же энергию (и трещащее очарование), что и хиты, которые продвинули звучание Свифт в сторону мейнстримной поп-музыки, ведущей к альбому 2014 года 1989».
Оливия Хорн из Pitchfork дала умеренную рецензию, похвалив глянцевый продакшн, но раскритиковав трек за «отсутствие индивидуальности». Лаура Снейпс из The Guardian сочла «Message in a Bottle» заурядной и неполноценной по сравнению с «22», другой поп-песней, которая была включена в оригинальный альбом 2012 года.

## Коммерческий успех
«Message in a Bottle» после трёх дней трекинга дебютировал на 36-м месте в радиоэфирном чарте Billboard Adult Top 40 в дату с 20 ноября 2021, став для Свифт её 36-м попаданием в этот хит-парад. Это была самая запрашиваемая песня из Red (Taylor’s Version) на станциях iHeartRadio в течение первой недели выхода альбома. Она достигла 11-го места в чарте Adult Top 40, 19-го места в чарте Mainstream Top 40 и № 45 в основном американском хит-параде Billboard Hot 100. В Канаде «Message in a Bottle» стала самой добавляемой песней на поп-радио за неделю 27 ноября 2021 года, достигнув 33 места.

## Участники записи
По данным из буклета альбома Red (Taylor’s Version)
- Тейлор Свифт — вокал, автор, продюсер
- Shellback — автор, продюсер, программирование, клавишные, гитары
- Макс Мартин — автор
- Эльвира Андерфьерд — продюсер, программирование, клавишные, ударные, бас, бэквокал
- Рэнди Меррилл — мастеринг
- Сербан Генеа — микширование
- John Hanes — звукорежиссёр
- Christopher Rowe — звукорежиссёр по вокалу